# فريدريك كريستيان روزنتال
فريدريك كريستيان روزنتال (بالألمانية: Friedrich Christian Rosenthal)‏ هو عالم تشريح ألماني، ولد في 3 يونيو 1780 في غرايفسفالد في ألمانيا، وتوفي بنفس المكان في 5 ديسمبر 1829 بسبب سل.